# Змееголовые
Змееголовые (лат. Channidae) — семейство пресноводных  лучепёрых рыб  из отряда Anabantiformes. Известно два современных рода и один вымерший. Встречаются в экваториальной Африке (Parachanna) и южной, юго-восточной и восточной Азии (Channa); некоторые виды рода Channa были интродуцированы в Северную Америку. Вымерший род Eochanna, включающий всего один вид — Eochanna chorlakkiensis, описан из Пакистана. Рыбы средних или больших размеров. Взрослые особи Channa panaw достигают не более 17,1 см в длину, тогда как Channa marulius в длину бывают до 183 см и массой до 30 килограмм.

## Классификация
В семействе змееголовые 2 современных рода с 37 видами и 1 ископаемый:
- Channa Scopoli, 1777 — Змееголовы
- Parachanna Teugels & Daget, 1984
- Eochanna Roe, 1991 †